# پورتو فلیز
پورتو فلیز (به پرتغالی: Porto Feliz) یک شهر و municipality of Brazil در برزیل است که در ایالت سائوپائولو واقع شده‌است.

## خصوصیات
پورتو فلیز ۵۵۶٫۵۶۳ کیلومترمربع مساحت و ۵۱٬۸۵۴ نفر جمعیت دارد و ۵۲۳ متر بالاتر از سطح دریا واقع شده‌است.